# Том Барман
Том Барман (на нидерландски: Tom Barman) е белгийски музикант и режисьор.
Той е роден на 1 януари 1972 година в Антверпен, като баща му е от норвежки произход. Учи известно време кинорежисура в Брюксел, след което през 1991 година става фронтмен на станалата популярна рок група Деус. През 2003 година режисира първия си филм „Any Way the Wind Blows“, а малко след това участва в групата Магнус, експериментираща с електронна денс музика.